# Station Góra Kalwaria Wąskotorowa
Station Góra Kalwaria Wąskotorowa is een gesloten spoorwegstation in de Poolse plaats Góra Kalwaria.